# Коман
 Тази статия е за селото.  За водноелектрическата каскада вижте Коман (водноелектрическа каскада).  
Коман (на гръцки: Κόμανος, Команос, на турски: Komana, Комана) е бивше село в Егейска Македония, Гърция, дем Еордея, област Западна Македония.

## География
Селото е разположено на 660 m надморска височина, на 9 km югоизточно от Кайляри (Птолемаида).

## История

### Античност
Край Коман е открита Команската антична сграда със запазен мозаечен под от V век.

### В Османската империя
В края на XIX век Коман е смесено българо-турско село. Църквата „Свети Николай“ е от 1858 година. Александър Синве („Les Grecs de l’Empire Ottoman. Etude Statistique et Ethnographique“), който се основава на гръцки данни, в 1878 година пише, че в Комано (Komano), Мъгленска епархия, живеят 420 гърци. В „Етнография на вилаетите Адрианопол, Монастир и Салоника“, издадена в Константинопол в 1878 година и отразяваща статистиката на населението от 1873 година, Коман (Koman) е посочено като село в каза Джумали със 140 домакинства и 320 жители българи и 100 мюсюлмани.
В 1889 година Стефан Веркович („Топографическо-этнографическій очеркъ Македоніи“) пише за Коман:
| „ | На същота разстояние [1 час] на север оттук [Бошовци] се намира смесеното село Коман, разположено на хълм, с 23 мохамедански къщи и 55 нуфузи. Християнските [български] къщи са 18, семейните двойки 26, а нуфузите 41. Общият им данък е 4890 пиастри, а инание-аскерие на християните – 1230 пиастри. В селото има много вода, мелници и плодни градини. Занятието на жителите е земеделие и овощарство, отчасти скотовъдство. В селото има една църква. | “ |

В 1893 година Атанас Шопов посещава Кайлярско и определя Коман като българско село. Според статистиката на Васил Кънчов („Македония. Етнография и статистика“) в 1900 година в 1900 Коман има 360 жители българи.
На Етнографската карта на Битолския вилает на Картографския институт в София от 1901 година Коман е чисто българско село в Кайлярската каза на Серфидженския санджак с 40 къщи.
Според статистика на Серфидженския санджак на гръцкото консулство в Еласона от 1904 година в Команос (Κόμανος), Кайлярска каза, живеят 200 гърци елинофони християни.
В началото на XX век цялото християнско население на Коман е под върховенството на Цариградска патриаршия. По данни на секретаря на Българската екзархия Димитър Мишев („La Macédoine et sa Population Chrétienne“) в 1905 година в Коман има 320 българи патриаршисти гъркомани.

### В Гърция
През Балканската война в селото влизат гръцки части, а след Междусъюзническата война Коман попада в Гърция. Турското население на Коман се изселва в Турция още по време на войната. Боривое Милоевич пише в 1921 година („Южна Македония“), че Коман има 60 къщи славяни християни. През 20-те години в селото са настанени гърци бежанци от Турция. В 1928 година селото е смесено местно-бежанско с 39 семейства и 145 души бежанци.
Традиционно населението се занимава с отглеждане на жито и със скотовъдство.
Според Тодор Симовски към края на XX век в селото има повече от 2/3 потомци на местно население.
Селото е закрито в 2013 година. От старото село са запазени единствено гробищната възрожденска църква „Свети Николай“ и „Свети Йоан Златоуст“.
| Име   | Име   | Ново име | Ново име | Описание |
| ----- | ----- | -------- | -------- | -------- |
| Косат | Κοσάτ | Рякион   | Ρυάκιον  |          |

| Година    | 1913 | 1920 | 1928 | 1940 | 1951 | 1961 | 1971 | 1981 | 1991 | 2001 | 2011 | 2021 |
| --------- | ---- | ---- | ---- | ---- | ---- | ---- | ---- | ---- | ---- | ---- | ---- | ---- |
| Население | 326  | 329  | 555  | 747  | 823  | 956  | 1017 | 1067 | 817  | 523  | 107  | 0    |